# Хояха (приток Хадутейпура)
Хояха (устар. Косомы-Яха) — река в России, протекает по Ямало-Ненецкому АО. Устье реки находится в 12 км по левому берегу реки Хадутейпур. Длина реки составляет 74 км. В 25 км от устья по правому берегу впадает река Тыдэмохтаяха.

## Данные водного реестра
По данным государственного водного реестра России относится к Нижнеобскому бассейновому округу, водохозяйственный участок реки — Пур. Речной бассейн реки — Пур.
Код объекта в государственном водном реестре — 15040000112115300058173.